# Daepyeong

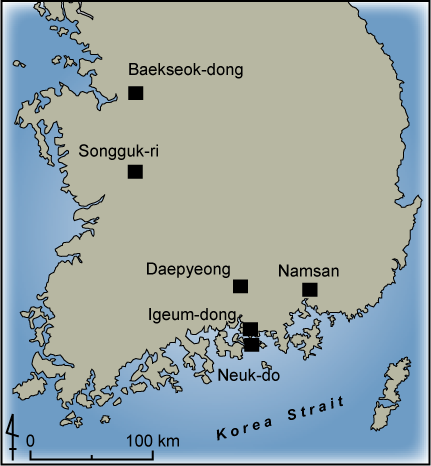
Sites Mumun en Corée du Sud, dont Daepyeong

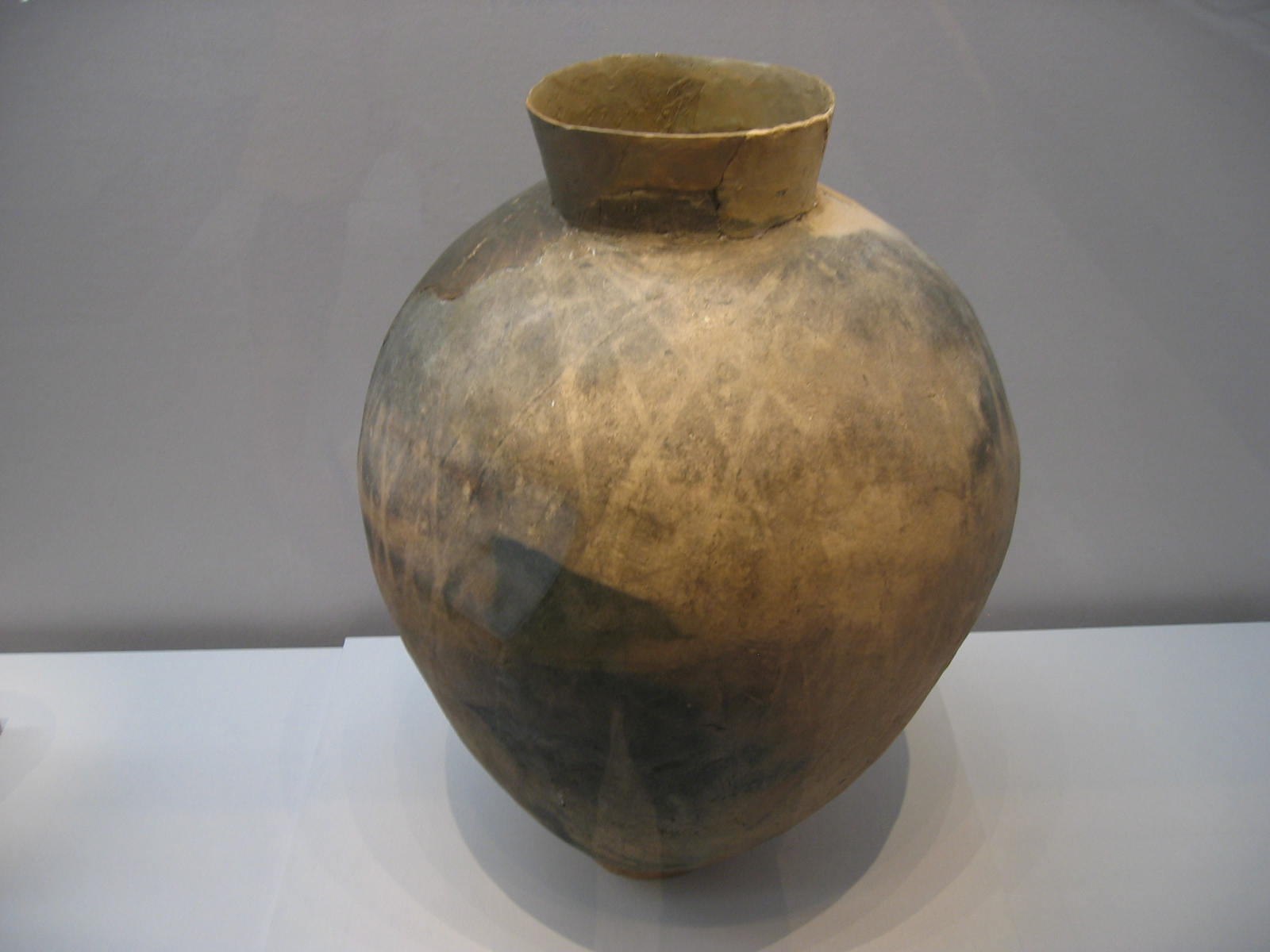
Jarre globulaire, montée au tour et polie, Mumun moyen,, site de Daepyeong, Jinju. Musée national de Corée, Séoul

Daepyeong (coréen 대평) est un site archéologique préhistorique situé dans la vallée de la rivière Nam, près de la ville de Jinju, en Corée du Sud. Il a été occupé de 3500 av. J.-C. jusqu'en 500 de notre ère,,.
Ce site a donné lieu à plusieurs découvertes importantes pour la préhistoire coréenne. C'est l'un des premiers établissements entourés par un fossé en Asie orientale. Il possède aussi un quartier de production et de résidence clos par un fossé multiple, et la plus ancienne preuve de spécialisation artisanale en Corée avec des ornements en « jade ».

## Historique
Les fouilles ont commencé en 1977. Elles ont été réalisées à grande échelle entre 1996 et 2000.

## Situation
La zone étudiée s'étend également sur les villages de Sonam, Eoeun, Okbang et Sangchon. Un musée de l'Âge du bronze a été construit près du site.
Le Daepyeong préhistorique se situe dans une zone formée par les courbes de la rivière Nam, constituée de plusieurs petites plaines alluviatives liées qui sont à demi circonscrites par des collines abruptes qui vont de 100 à 1 100 mètres. Dans le Nord, Daepyeong comprend Sonam-ni et Eoeun, et dans le Sud Okbang et Sangchon-ni. Eoeun et Okbang forment la zone centrale et sont partiellement protégés par une digue naturelle formée par des terrasses et des changements dans le cours de la rivière Nam.

## Période de la poterie Jeulmun
Des tessons de poterie de la culture néolithique de la phase 3 du Jeulmun (4000 - 3000, ou Jeulmun moyen) ont été découverts. Un village formé par quelques maisons semi-enterrées a été mis au jour à Sangchon. Dans l'angle d'une habitation, des ossements humains ont été trouvés dans une grande jarre servant apparemment d'urne funéraire. En outre, des signes de la présence d'un fossé peu profond ont été mis en évidence. Des graines carbonisées indiqueraient que l'agriculture était pratiquée à petite échelle,. 

## Le Mumun ancien
La zone était peu occupée au Mumun ancien (1500 à 850 av. J.-C.) et l'habitat était concentré à Eoeun avec d'autres petits hameaux et fermes isolées dispersés dans les zones de Sonam, Okbang et Sangchon. Il consistait en d'étroites maisons rectangulaires semi-enterrées dont le plan rappelle celui des maisons longues des Iroquois au Canada. Ces maisons avaient une série de 2 à 4 foyers alignés au centre de la structure ce qui indique que les occupants étaient probablement les membres d'une famille étendue, multi-générationnelle. Plusieurs petits hameaux et / ou fermes sont dispersés dans et autour de la colonie principale de Daepyeong à Eoeun dans des régions comme Sonam-ni, Okbang et Sangchon-ni.
Grâce à une recherche archéobotanique détaillée et à long terme, Crawford et Lee, de l'Université de Toronto, au Canada, ont découvert que Daepyeong avait mis en place de multiples systèmes agricoles au Mumun ancien.

## Le Mumun moyen
Daepyeong devint une localité de grande ampleur au début du Mumun moyen (850 à 700 av. J.-C.). Son centre était formé par un groupe de 144 maisons à Eoeun complété par un autre groupe de 115 maisons à Okbang. L'archéologie semble indiquer que des membres éminents des villages d'Eoeun et d'Okbang étaient en rivalité pour le contrôle de la région. Par exemple, la production  de jade a débuté à Eoeun et il été apporté, échangé, distribué ou vendu à Okbang ainsi qu'au delà de Daepyeong. De nombreux fossés et palissades apparaissent à Eoeun et à Okbang au début de cette période, peut-être en raison d'un conflit entre Okbang et Eoeun ou pour faire face à des communautés plus éloignées. Finalement, 8 fossés et palissades considérables ont été construits à Okbang. À cette période, les objets en jade sont fabriqués à Eoeun et utilisé par les habitants qui ont été enterrés dans le village fortifié d'Okbang,. 
Les archéologues pensent que les champs secs dégagés par les fouilles à grande échelle datent probablement du début du Mumun moyen. Plus de 32 000 m2 de champs agricoles hors eaux ont été mis en évidence à Daepyeong grâce à de larges fouilles horizontales, tableau 3.

## La période tardive
Daepyeong était un centre important au temps du Mumun moyen mais, comme pour de nombreuses simples chefferies, il déclina puis s'effondra. Vers 550 - 500 av. J.-C., au milieu du Mumun récent, la zone était dépeuplée. Le village de Sangchon a été occupé de façon éphémère, puis des personnes s'installent à Naechon-ni à la période protohistorique (300 av. J.-C. à 300-400 EC). À cette époque, la région fait partie de la confédération de Gaya. 